# Anteruksenrivier
De Anteruksenrivier (Anteruksenjoki) is een rivier die stroomt in de Zweedse  gemeente Kiruna. De rivier ontstaat in het meer dan 5 km² grote moeras Anteruksenvuoma, waarin ook het Anteruksenjärvi ligt. De rivier stroomt naar het zuidwesten eigenlijk rechtstreeks naar de Lainiorivier toe. Ze is circa 5 kilometer lang.
Afwatering: Anteruksenrivier → Lainiorivier → Torne → Botnische Golf